# マイクロネシアモール
マイクロネシアモールは、グアム島で最大のショッピングセンターで、 1号線と16号線の交差点に位置している。
アウトレットモールとアメリカ式のショッピングモールを併せた形態で125店が出店しており、核店舗となっているメイシーズはハワイ以西では唯一の店舗である。モールには、ベネトン、ゲス、リーバイスなどのブティックも出店している。さらに、24時間営業のフードコート・レストランや、12スクリーンの映画館、24時間営業のスーパーマーケットもあり、伝統的なアメリカのモールの構成が引き継がれている。モールの内部には、ローラーコースター、回転木馬、バンパーカーなど7種類の乗り物備えたテーマパーク「ファンタスティックパーク」と、ゲームセンターがある。
このほか、グアムで唯一のフットロッカーの店舗や、ノーティカ、シスレー(ベネトンのブランド)、フォリフォリ、ゲームストップ、ビタミンワールドの店がある。
ファーストフードやレストラン、軽食チェーンでは、バーガーキング、チリーズ・ツー、コールド・ストーン・クリーマリー、デニーズ、グレートアメリカンクッキーカンパニー、ケンタッキー・フライド・チキン、プレッツェルメーカー、スバーロ、サブウェイ、タコベル、タコ・デル・マー、シナボンなどがある。
マイクロネシアモールは、ジーゴのアンダーセン空軍基地に近いため基地関係者が訪れることも多い。これに対し、競争関係にあるタムニンのグアム・プレミア・アウトレットやハガニアのハガニアショッピングセンターは、ピティやサンタ・リタの海軍基地に近い。

## 歴史
マイクロネシアモールは、1988年8月8日に開店したが、これは「8」を幸運な数と考える中国などアジアの文化を踏まえ、モールの所有者たちがグランド・オープンにふさわしいと考えた日であった。

## 中核店舗
- ファンタスティック・パーク (18,000平方フィート)
- マイクとネシアモールシアター (30,000平方フィート、12スクリーン)
- メイシーズ (149,377平方フィート) - 当初は, ホノルルに本社を置くリバティハウスの店舗であったが、合併によりメイシーズとなった
- ペイレススーパーマーケット (40,274平方フィート) - 当初はセイフウェイが出店していた